# Mátramindszent
Mátramindszent es un pueblo ubicado en el condado de Nógrád, Hungría.

## Superficie
Posee una superficie de 16,73 kilómetros cuadrados.

## Demografía
Hasta 2021 la población era de 759 habitantes, con una densidad de población de 45,36 habitantes por kilómetro cuadrado.